# Blacked Raw
Blacked Raw ist eine US-amerikanische Website, die seit Oktober 2017 besteht und von der Vixen Media Group betrieben wird. Sie bietet Pornofilme an, die sie unter gleichem Namen auch als DVD veröffentlicht. Die Seite ist den Genres „Interracial“ sowie „Gonzo“ zuzuordnen. Blacked Raw hat mehrere Auszeichnungen der Pornobranche gewonnen.

## Entstehungsgeschichte
Blacked Raw wurde im Oktober 2017 von Greg Lansky als Ableger von Blacked lanciert, um dort die Filme als eigenständiges Label besser vermarkten zu können. Er erklärte in einem Interview, sein Ziel sei es, nur Material zu veröffentlichen, das den hohen Ansprüchen seiner Fans gerecht werde und deren Wünschen und Vorstellungen entspreche. Wie man es sich von Blacked und allen anderen Produktionen von Vixen schon gewohnt sei, verzichte man auf Photoshop, sondern setze dabei viel auf eine gehobene Atmosphäre und eine natürliche Ausstrahlung der beteiligten Akteure in den Filmen.
Wie in der Pornobranche normalerweise üblich, schloss Vixen vor allem mit männlichen Darstellern wie Jason Luv oder Anton Harden Verträge über mehrere Produktionen ab oder nahm sie gleich exklusiv unter Vertrag. Da die Männer deshalb in mehreren Episoden zu sehen sind, haben sie einen hohen Wiedererkennungswert.

## Vermarktung
Neue Vignetten (Szenen) werden mithilfe eines Countdowns auf der Webseite angekündigt, wo sie zuerst für die Member zugänglich gemacht werden. Die meistgeschauten Filme werden später als sogenannte Anthologie zu je vier Episoden auf einer DVD vermarktet. Bisher wurden rund etwa 60 DVDs herausgebracht.

## Kontroverse
Blacked Raw und andere Webseiten, die das Interracial-Genre bedienen, werden mit dem Vorwurf konfrontiert, mit ihren Produktionen auf rassistische Weise stereotypisch das Klischee des „gut bestückten, immer potenten schwarzen Mannes“ zu reproduzieren.

## Darstellerinnen (Auswahl)
- Evelyn Claire
- Kleio Valentien
- Lana Rhoades
- Vicki Chase
- Jessa Rhodes
- Tasha Reign
- Riley Reid
- Abella Danger
- Lena Paul
- Samantha Saint
- Adriana Chechik
- Ariana Marie
- Cléa Gaultier
- Abigail Mac
- Ella Hughes
- Tori Black
- Jill Kassidy
- Kendra Sunderland
- Lily LaBeau
- Kissa Sins
- Mia Malkova
- Angela White
- Liya Silver
- Lacy Lennon
- Ivy Wolfe
- Alina Lopez
- Gianna Dior
- Kenzie Reeves
- Mona Wales
- Emily Willis
- Skye Blue
- Jill Kassidy
- Riley Steele
- Bella Rolland
- Brandi Love
- Cory Chase
- Lexi Belle
- Little Caprice
- Scarlit Scandal
- Valentina Nappi
- Nia Nacci
- Elsa Jean
- Vanna Bardot
- Anissa Kate
- Kira Noir
- Rika Fane
- Avi Love
- Nicole Doshi
- Jia Lissa
- Maitland Ward
- Anna Claire Clouds

## Auszeichnungen
- 2019: XBIZ Award – Vignette Series of the Year[6]
- 2019: XRCO Award – Best Interracial Series[7]
- 2019: AVN Award – Best New Imprint[8]
- 2020: AVN Award – Best Foreign-Shot Group Sex Scene[9]
- 2020: XBIZ Award – Best Sex Scene - All-Sex[9]
- 2020: XBIZ Award – Vignette Series of the Year[9]
- 2020: AVN Award – Best Interracial Production[9]
- 2020: AVN Award – Best Group Sex Production[9]
- 2022: AVN Award – Best Boy/Girl Sex Scene[9]
- 2022: AVN Award – Best Gonzo/Compendium Series or Channel[9]
- 2023: AVN Award – Best 3-Way Scene[9]
- 2023: AVN Award – Best Gonzo Series or Channel[9]
- 2023: AVN Award – Best Orgy Scene[9]
- 2023: XBIZ Award – Gonzo Series of the Year[9]
- 2023: XBIZ Award – Best Sex Scene – Vignette[9]
- 2024: XBIZ Award – Gonzo Series of the Year[10]